# デイビス郡 (アイオワ州)
デイビス郡（英: Davis County）は、アメリカ合衆国アイオワ州の南東部に位置する郡である。2010年国勢調査での人口は8,753人であり、2000年の8,541人から2.5％減少した。郡庁所在地はブルームフィールド市（人口2,640人）であり、同郡で人口最大の都市でもある。デイビス郡は1843年に設立され、郡名はケンタッキー州選出のアメリカ合衆国下院議員（在任1839年 - 1847年）と上院議員（在任1861年 - 1872年）を務めたガーレット・デイビスにちなんで名付けられた。

## 地理
アメリカ合衆国国勢調査局に拠れば、郡域全面積は504.89平方マイル（1,307.7km2）であり、このうち陸地は503.24平方マイル（1,303.4km2）、水域は1.65平方マイル（4.3km2）で、水域率は0.33％である。

### 主要高規格道路
- アメリカ国道63号線
- アイオワ州道2号線
- アイオワ州道202号線

### 隣接する郡
- ワペロ郡 - 北
- ジェファーソン郡 - 北東
- ヴァンビューレン郡 - 東
- スコットランド郡 (ミズーリ州) - 南東
- スカイラー郡 (ミズーリ州) - 南西
- アパヌース郡 - 西
- モンロー郡 - 北西

## 人口動態

### 2010年国勢調査
以下は2010年国勢調査による人口統計データである。
基礎データ
- 人口: 8,753人
- 人口密度: 7人/km2（17人/mi2）
- 住居数: 3,600軒
- 使用住居: 3,201軒[5]

### 2000年国勢調査

2000人口ピラミッド

以下は2000年国勢調査による人口統計データである。
| 基礎データ - 人口: 8,541人 - 世帯数: 3,207 世帯 - 家族数: 2,286 家族 - 人口密度: 7人/km2（17人/mi2） - 住居数: 3,530軒 - 住居密度: 3軒/km2（7軒/mi2） 人種別人口構成 - 白人: 98.35% - アフリカン・アメリカン: 0.18% - ネイティブ・アメリカン: 0.21% - アジア人: 0.20% - 太平洋諸島系: 0.05% - その他の人種: 0.21% - 混血: 0.81% - ヒスパニック・ラテン系: 0.71% - 家庭でペンシルベニアドイツ語、あるいはドイツ語を話す者は10.4％ 年齢別人口構成 - 18歳未満: 27.1% - 18-24歳: 7.4% - 25-44歳: 25.2% - 45-64歳: 22.9% - 65歳以上: 17.4% - 年齢の中央値: 38歳 - 性比（女性100人あたり男性の人口） - 総人口: 97.9 - 18歳以上: 94.1 | 世帯と家族（対世帯数） - 18歳未満の子供がいる: 32.0% - 結婚・同居している夫婦: 62.7% - 未婚・離婚・死別女性が世帯主: 5.2% - 非家族世帯: 28.7% - 単身世帯: 25.0% - 65歳以上の老人1人暮らし: 13.8% - 平均構成人数 - 世帯: 2.61人 - 家族: 3.13人 収入と家計 - 収入の中央値 - 世帯: 32,864米ドル - 家族: 40,982米ドル - 性別 - 男性: 26,818米ドル - 女性: 21,726米ドル - 人口1人あたり収入: 15,127米ドル - 貧困線以下 - 対人口: 11.9% - 対家族数: 9.0% - 18歳未満: 12.7% - 65歳以上: 12.8% |

## 都市と町

### 都市
- ブルームフィールド - 郡庁所在地
- ドレイクスビル
- フロリス
- プラスキ

### 郡区
デイビス郡は15の郡区に分割されている。
| - クリーブランド郡区 - ドレイクスビル郡区 - ファビウス郡区 - フォックスリバー郡区 - グローブ郡区 | - リッククリーク郡区 - マリオン郡区 - ペリー郡区 - プレーリー郡区 - ロスコー郡区 | - ソルトクリーク郡区 - ソープクリーク郡区 - ユニオン郡区 - ウェストグローブ郡区 - ワイアコンダ郡区 |

### 未編入の町
- ウェストグローブ